# 蒙特夫里奥德尔坎普
蒙特夫里奥德尔坎普，是西班牙加泰罗尼亚塔拉戈纳省的一个市镇。总面积11平方公里，总人口1492人（2001年），人口密度136人/平方公里。